# Échalot
 Échalot  là một xã ở tỉnh Côte-d’Or trong vùng Bourgogne-Franche-Comté, phía đông nước Pháp. Xã Échalot nằm ở khu vực có độ cao trung bình từ 450 mét trên mực nước biển. There là một local escargot restaurant by the name of Chez Maurice.